# 과속스캔들
《과속스캔들》은 2008년 12월 3일에 개봉된 대한민국의 영화이다. 2009년 1월 4일, 동원 관객 500만 명을 돌파했으며, 1월 14일에는 600만명을, 1월 26일에는 700만명을 돌파한 것으로 집계되었다. 또 2월 15일, 역대흥행영화 8위인 《웰컴 투 동막골》을 제치고 800만 관객을 돌파했다. 2월 25일에는 역대흥행영화 6위인 《친구》를 제치고 6위에 올랐다.
2009년 3월 경에는 베리 소넨필드가 《과속 스캔들》을 리메이크하기로 결정했다. 현재 유니버설, 소니, 디즈니, 파라마운트 등의 스튜디오에서 리메이크 의사를 밝혀오고 있으며, 스튜디오들과의 협상도 진행되고 있는 상태로, 조만간 배우, 스태프, 스튜디오 패키지가 확정될 예정이다.
원래 제목은 《과속삼대》였다고 하지만, 기획 단계에서, 로맨틱 코미디물에만 치중했던 기존 상업적 트렌디 영화와는 달리, 수 많은 사람들의 심금을 울리기 위한 무거운 주제 의식을 갖춘 소재로, 사회적으로 가장 큰 화두가 되고 있는 혼전 임신으로 인한 미혼모의 심각성을 지적해 보기 위해, 모든 계층이 누구나 공감할 수 있는 코미디 영화로 방향을 잡은 점이 가장 큰 성공 요인으로 꼽힌다.

## 줄거리
한때 잘나가는 가수였지만 지금은 라디오방송 DJ나 하고 있는 소위 한물 간 연예인 남현수. 하지만 남몰래 밀회를 즐기고 고급스러운 펜트하우스에서 사는등 화려한 싱글라이프를 살고있었다. 어느날, 초인종이 울리길래 문을 열었더니 낯 모르는 아가씨와 남자애가 서 있었다. 여자의 이름은 황정남. 아버지를 찾는다며 현수의 방송에 날마다 사연을 쓰는 유명 청취자였고 옆에 남자애는 그녀의 아들 황기동이었다. 그제서야 현수는 오랫동안 잊고있던 과거가 떠올랐다. 현수는 오래전, 황보경이란 여자와 속도위반 연애를 했고 그때 태어난 아이가 정남이었다. 그리고 이 과속 연애는 유전이라도 된듯 정남도 고교 시절, 속도위반 연애로 아들 기동을 낳은 것이었다.
하루 아침에 손자까지 둔 할아버지가 되고 만 현수는 무작정 눌러앉은 정남과 기동 모자와 동거를 시작한다. 현수는 모자 앞에서는 가족 관계를 인정한 듯 보였지만 남들이 물어보면 친척이라고 둘러대라고 가르치는등 남들에게는 끝까지 숨겼다. 가족관계가 들통나면 그나마 하고있던 라디오 방송도 짤리는 건 시간 문제였기 때문이다. 하지만 동거생활이 길어지고 여러 가지 소동을 겪는 동안 현수는 점차 부성애를 느끼며 달라졌다. 그리고 평화롭던 동거생활에는 제동이 걸렸다. 세 사람이 같이 다니는걸 목격한 살마들 사이에서 현수와 정남이 동거를 시작했다는 소문이 퍼진 것이다.

## 출연진
- 차태현 - 남현수 역
- 박보영 - 황정남 / 황제인 역
- 왕석현 - 황기동 역
- 황우슬혜 - 유치원 선생님 역
- 임지규 - 박상윤 역 - 정남의 첫사랑, 사진 작가 지망생
- 임승대 - 연예부기자, 봉필중 역
- 정원중 - 국장 역
- 김기방 - PD 역
- 박영서 - AD 역
- 전민서 - 김무궁화 역 - 기동의 유치원 여자친구
- 홍경민 - 김준영 역
- 성지루 - 이창훈 역

## 사운드트랙
| #             | 제목                                      | 작사           | 작곡                  | 편곡           | 재생 시간 |
| ------------- | ----------------------------------------- | -------------- | --------------------- | -------------- | --------- |
| 1.            | Jazz For Morning (V.A)                    |                | 김준석                | 이효정, 김준석 | 1:58      |
| 2.            | Walking On Sunshine (V.A)                 |                | 김준석, Kimberley Rew |                | 3:47      |
| 3.            | Because I love you (차태현)               | 윤종신         | 하림                  | 김준석         | 3:36      |
| 4.            | 아마도 그건 (홍민정)                      | 박병규         | 박병규                | 김준석         | 3:52      |
| 5.            | 선물 (V.A)                                | 강민정         | 김준석                | 이효정         | 4:31      |
| 6.            | 나 어떡해 (V.A)                           | 김창훈         | 김창훈                | 이효정         | 4:12      |
| 7.            | 자유시대 (박보영)                         | 김준범         | 김준범                | 이원석         | 3:24      |
| 8.            | Family (I Feel Your Love) (V.A)           | 박소연, 이예지 | 김영호                | 김영호         | 4:13      |
| 9.            | 너에게는 (강성호)                         | 김영호         | 김영호                | 김영호         | 3:24      |
| 10.           | 사랑의 노래 (V.A)                         |                |                       | 이효정         | 3:38      |
| 11.           | Hungarian Dances No.5 (V.A)               |                | Johannes Brahms       | 이효정         | 2:08      |
| 12.           | Jazz for Night (V.A)                      |                | 김준석                | 신민섭         | 2:16      |
| 13.           | 사연과 실체 (V.A)                         |                | 김준석                | 김준석         | 1:42      |
| 14.           | 현수의 Theme Suite (V.A)                  |                | 이효정                | 이효정         | 1:33      |
| 15.           | 기동의 사랑스런 그녀 (V.A)                |                | 신민섭                | 신민섭         | 0:32      |
| 16.           | 서로의 아픔 (V.A)                         |                | 신민섭                | 신민섭         | 0:41      |
| 17.           | 서로의 부재 (V.A)                         |                | 김준석                | 김준석         | 4:25      |
| 18.           | Because I Love You (String ver.) (차태현) | 윤종신         | 하림                  | 김준석         | 3:37      |
| 총 재생 시간: | 총 재생 시간:                             | 총 재생 시간:  | 총 재생 시간:         | 총 재생 시간:  | 53:29     |

## 수상 경력
| 연도 | 시상식                          | 수상 부문                | 수상자 |
| ---- | ------------------------------- | ------------------------ | ------ |
| 2008 | 씨네21 영화상                   | 올해의 신인여자배우      | 박보영 |
| 2009 | 제1회 KMDb 초이스 어워드        | 감독상                   | 강형철 |
| 2009 | 제6회 맥스무비 최고의 영화상    | 최고의 남자배우상        | 차태현 |
| 2009 | 제6회 맥스무비 최고의 영화상    | 최고의 신인상            | 박보영 |
| 2009 | 제45회 백상예술대상             | 영화부문 여자신인연기상  | 박보영 |
| 2009 | 제45회 백상예술대상             | 영화부문 여자인기상      | 박보영 |
| 2009 | 제45회 백상예술대상             | 영화 시나리오상          | 강형철 |
| 2009 | 제11회 우디네 극동 영화제       | 관객상                   | 강형철 |
| 2009 | 제2회 코리아 주니어 스타 어워즈 | 영화부문 대상            | 박보영 |
| 2009 | 제2회 코리아 주니어 스타 어워즈 | 대상                     | 왕석현 |
| 2009 | 제17회 춘사영화상               | 아역상                   | 왕석현 |
| 2009 | 제12회 상하이 국제 영화제       | 아시아 신인 작품상       | 강형철 |
| 2009 | 제29회 한국영화평론가협회상     | 신인감독상               | 강형철 |
| 2009 | 제29회 한국영화평론가협회상     | 신인여우상               | 박보영 |
| 2009 | 제46회 대종상영화제             | 여자인기상               | 박보영 |
| 2009 | 제17회 대한민국문화연예대상     | 영화부문 신인상          | 박보영 |
| 2009 | 제5회 대한민국 대학영화제       | 신인여우상               | 박보영 |
| 2009 | 제30회 청룡영화상               | 신인여우상               | 박보영 |
| 2009 | 제30회 청룡영화상               | 신인감독상               | 강형철 |
| 2009 | 제32회 황금촬영상               | 신인촬영감독상           | 김준영 |
| 2009 | 제32회 황금촬영상               | 신인여우상               | 박보영 |
| 2009 | 제12회 디렉터스 컷 시상식       | 올해의 여자 신인연기자상 | 박보영 |

## 같이 보기
- 대한민국 영화 흥행 기록